# César Vallejo

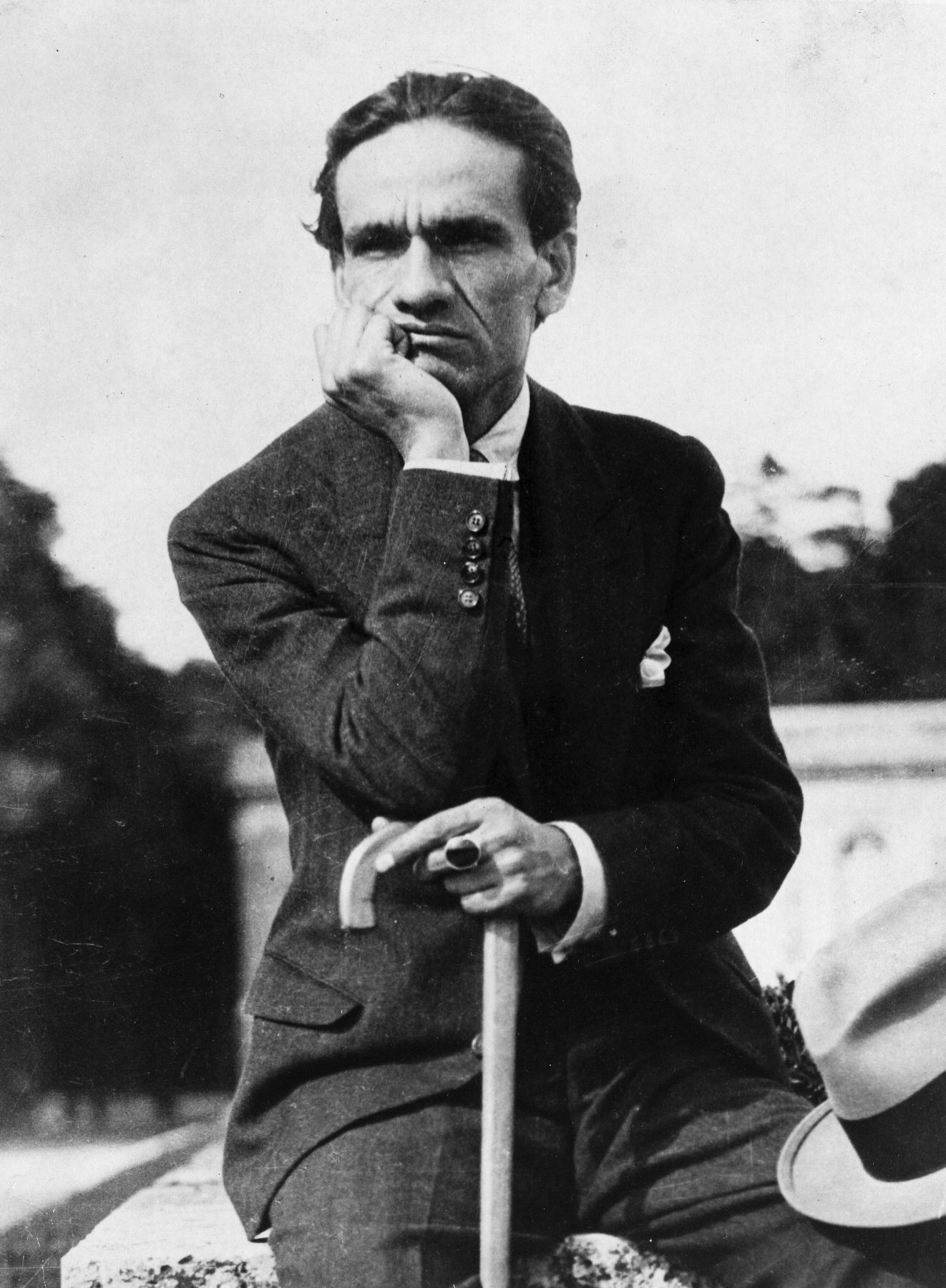
Vallejo (1929)

César Abraham Vallejo Mendoza (ur. 16 marca 1892 w Santiago de Chuco w La Libertad, Peru, zm. 15 kwietnia 1938 w Paryżu, Francja) – peruwiański poeta, prozaik i eseista. Przedstawiciel postmodernizmu i awangardy. Przez Charlesa Bukowskiego zaliczany do grona wielkich klasyków literatury, którego poświęcenie scharakteryzował krótko w wierszu „Czego chcą”: Vallejo piszący o samotności i umierający z głodu. Mała liczba publikacji wynikała z całkiem innej, odrębnej koncepcji i filozofii sztuki, prezentowanej przez każdą z trzech książek.

## Biografia
Urodził się w metyskiej rodzinie w Santiago de Chuco na północy Peru, jako najmłodszy z jedenaściorga rodzeństwa. Jego rodzicami byli Francisco de Paula Vallejo Benítez y María de los Santos Mendoza Gurrionero. Oboje byli nieślubnymi dziećmi galicyjskich księży i peruwiańskich Indianek. W 1915 r. ukończył studia humanistyczne na Państwowym Uniwersytecie w Trujillo. Oskarżony o udział w rozruchach politycznych odsiedział 112 dni, od 6 listopada 1920 r. do 26 lutego 1921 r, w więzieniu w Trujillo. W 1923 r. odpłynął do Paryża i nigdy więcej z Europy do Peru i Ameryki Łacińskiej już nie powrócił. W 1934 r. ożenił się w Paryżu z francuską poetką Georgette Marie Philippart.

## Twórczość

### Dzieła
- Los heraldos negros (1919)
- Trilce (1922)
- España, aparta de mí este cáliz (1937)
- Poemas humanos (1939, wydanie pośmiertne)
- Novelas y cuentos completos (Lima, 1967, wydanie pośmiertne)

### Tłumaczenia
Oto autorzy przetłumaczeni przez Vallejo z francuskiego na hiszpański: Général Mangin, Henri Barbusse i Marcel Aymé. Tłumaczenia te zostały wydane w Paryżu, Madrycie i Buenos Aires. Kilka lat temu zostały zebrane i wydane w  tomie:
- Traducciones completas (Lima, 2003)[5]

## Przekłady dzieł Vallejo na inne języki
Na język polski Krystyna Rodowska przełożyła wybrane wiersze Césara Vallejo, zamieszczone w antologii Umocz wargi w kamieniu. Przekłady z poetów latynoamerykańskich, Wrocław 2011, s. 57-78.
Wydany pośmiertnie w 1979 zbiór przekładów na język angielski wierszy Vallejo, The Complete Posthumous Poetry of César Vallejo, przyniósł Claytonowi Eshlemanowi oraz José Rubii Barcii (tłumaczom na język angielski) główną nagrodę fundacji National Book Award.